# Arroyo Negro

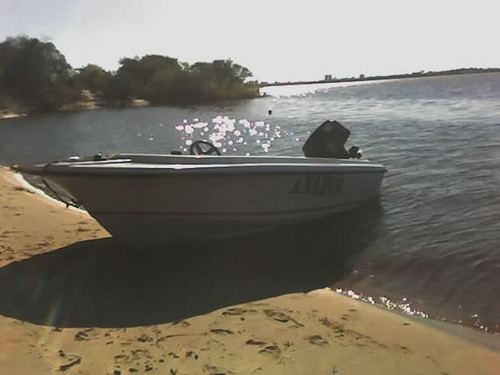
Arroyo Negro

Der Arroyo Negro ist ein im Westen Uruguays gelegener Fluss.
Der zum Einzugsgebiet des Río Uruguay zählende Fluss entspringt in der Nähe der Cuchilla de Navarro nahe der Ortschaft Algorta. Von dort verläuft er in westlicher Richtung auf der Grenze der Departamentos Paysandú und Río Negro bis zu seiner Mündung in den Río Uruguay gegenüber der Stadt Concepción del Uruguay, flussabwärts der Ortschaft Casablanca. Sein wichtigster Nebenfluss ist der Arroyo Bellaco.